# 烏拉科亞市

烏拉科亞市（西班牙語：Municipio Uracoa），是委內瑞拉的一個市，位於該國東部莫納加斯州，首府設於烏拉科亞，面積2,105平方公里，2001年人口8,137，人口密度每平方公里6.86人。